# Йохан I (Бавария)
Йохан I Детето (на немски: Johann das Kind; * 29 ноември 1329; † 21 декември 1340, Ландсхут) е след смъртта на баща му от 1339 до 1340 г. херцог на Долна Бавария.

## Биография
Йохан I е единственото дете на херцог Хайнрих II и Маргарита Люксембургска (1313 – 1341), принцеса от Бохемия, дъщеря на крал Ян Люксембургски и на Елишка Пршемисловна, дъщеря на Вацлав II. Баща му е син на херцог Стефан I и на Елизабета от Унгария.
Като дете той е сгоден през 1335 г. с Елизабета, дъщеря на полския крал Кажимеж I. Този годеж и друг годеж с дъщеря на пфалцграф Рудолф II са развалени и Йохан се жени на 18 април 1339 г. в Мюнхен за Анна (1326 – 1361), дъщеря на император Лудвиг Баварски. С женитбата е свързан мирен договор между Хайнрих от Долна Бавария и Лудвиг Баварски. Когато херцог Хайнрих умира през септември 1339 г., Лудвиг поема регентството при своя зет.
Йохан умира на единадесет години и долнобаварското частично херцогство попада на Лудвиг Баварски, който вече управлява частичното Херцогство Горна Бавария и така Стара Бавария се обединява отново. Йохан Детето е погребан в манастир Зелигентал.